# 六甲山上バス

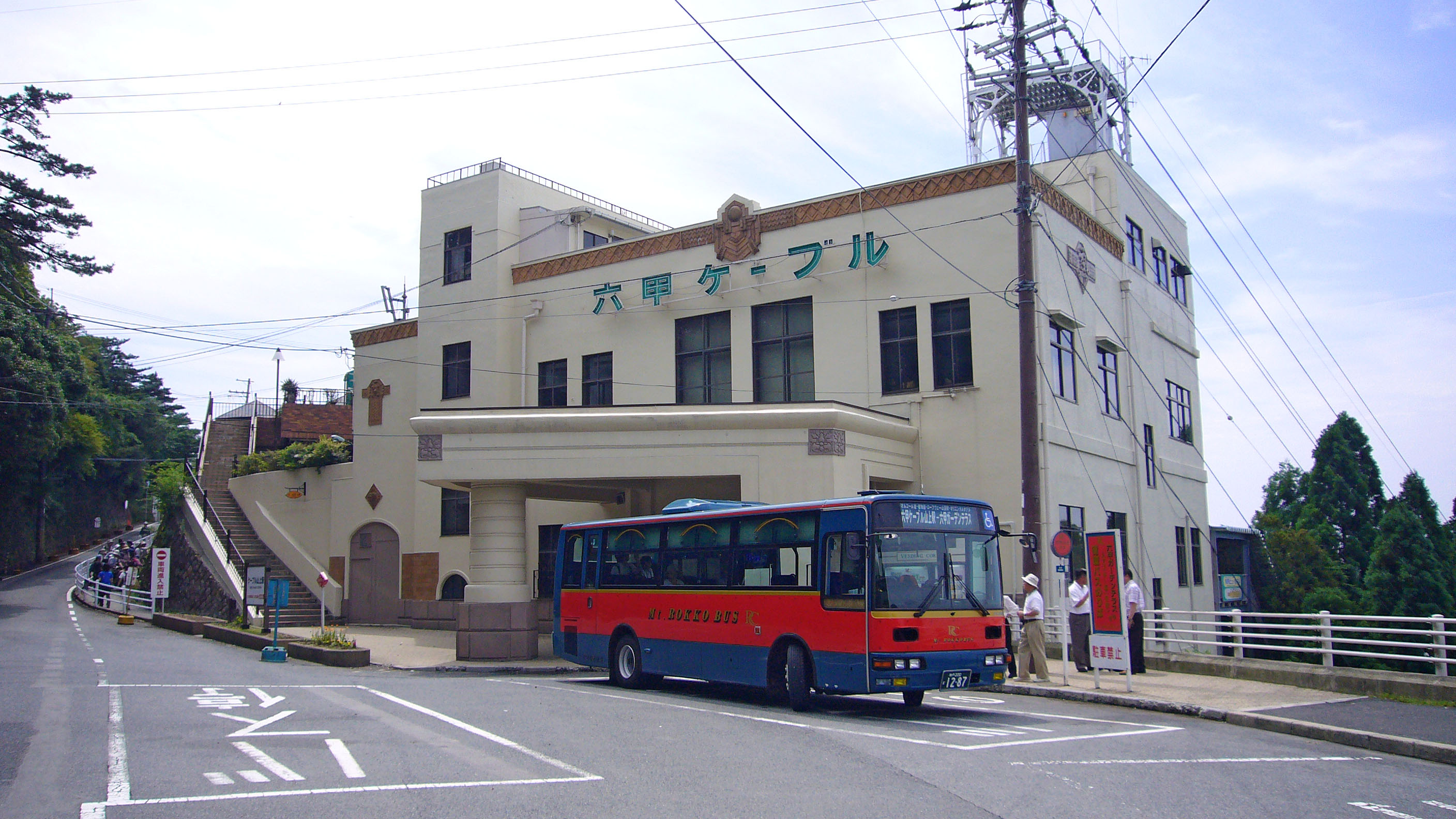
六甲ケーブル山上駅バス停

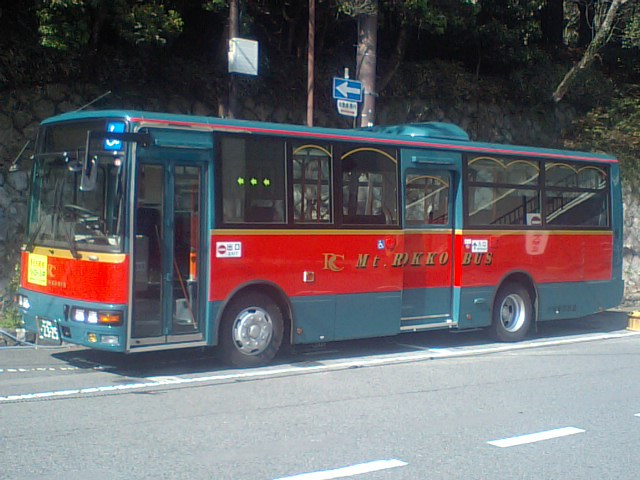
六甲山上バス

六甲山上バス（ろっこうさんじょうバス）は、阪神電気鉄道の子会社、神戸六甲鉄道が運行している路線バス。2系統のみ阪急バスとの共同運行となっている。

## 路線
六甲ケーブル山上駅と東六甲凌雲台遊園地を結ぶ六甲山上バス路線として、阪神電気鉄道が1952年（昭和27年）4月26日から運行を開始した（阪神電鉄バス六甲山上線）。
この阪神電鉄バスによる運行に対して、年中を通した運行や早朝運転・夜間最終便の延長など地元住民や観光客の要請に応じるために、1980年（昭和55年）6月15日付けでこのバス路線営業権を阪神電気鉄道の子会社である六甲摩耶鉄道（現在の神戸六甲鉄道）に譲り渡し「六甲山上バス」として営業を開始した。
なお、六甲山上バスの運行エリアとなる東六甲へは、かつて神戸市バスの手によって三宮駅前から奥摩耶から東六甲に至る路線があり、さらに同線は芦有バスに連絡するために六甲最高峰や宝殿橋まで延伸して運行されていたが、1975年（昭和50年）に休止した。

### 現在の運行内容
2009年（平成21年）9月1日改正より六甲ケーブル山上駅からロープウェー山頂駅までの往復路線に路線再編された。その後、バス行先表示などに系統番号が付番された。
2021年4月1日現在の運行系統は次のとおり。

#### 1系統
六甲ケーブル山上駅と六甲ガーデンテラス・六甲有馬ロープウェー山頂駅間を、サンセットドライブウェイ（兵庫県道16号明石神戸宝塚線）を経由して結ぶもの。 
朝時間帯には六甲ガーデンテラスを経由しない便、夜時間帯には六甲有馬ロープウェー山頂駅へ乗り入れない便、冬季には六甲山スノーパークに乗り入れる便がある。
春季・夏季・秋季・冬季のそれぞれの期間に運行ダイヤが設定されている。
六甲有馬ロープウェー表六甲線が2004年に運行休止（2024年廃止）となったため、六甲有馬ロープウェー有馬線（旧・裏六甲線）と六甲ケーブルとの間の連絡バスにもなっている。
- 六甲ケーブル山上駅 - 記念碑台 - ミュージアム前 - 高山植物園 - アスレチックパーク前 - 六甲ガーデンテラス - ロープウェー山頂駅
- ［冬季のみ］六甲ケーブル山上駅 - 記念碑台 - ミュージアム前 - 高山植物園 - 六甲山スノーパーク - アスレチックパーク前 - 六甲ガーデンテラス - ロープウェー山頂駅
- ［朝時間帯の一部便］六甲ケーブル山上駅 - 記念碑台 - ミュージアム前 - 高山植物園 - アスレチックパーク前 - ロープウェー山頂駅
- ［夜時間帯の一部便］六甲ケーブル山上駅 - 記念碑台 - ミュージアム前 - 高山植物園 - アスレチックパーク前 - 六甲ガーデンテラス

#### 2系統

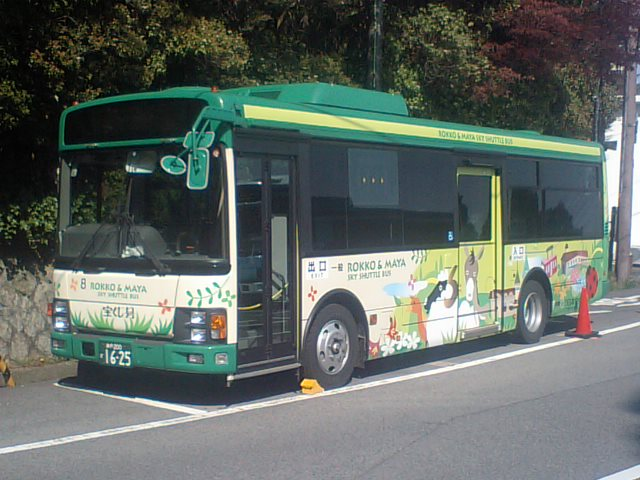
六甲ケーブル山上駅前に停車中の六甲摩耶スカイシャトルバス（現在の六甲山上バス2系統）

六甲ケーブル山上駅から摩耶ロープウェー山上駅（星の駅）間で運行している路線バスである。かつては神戸市バスが運行しており、市バス時代は26系統だった。
2025年3月31日までは、六甲摩耶スカイシャトルバス（ろっこうまやスカイシャトルバス）として運行されていた。

##### 運行形態
曜日・季節により、運行本数は変動しており、春から秋についてはおおむね1時間に2本程度であるが、観光路線であるため、平日ダイヤは休日ダイヤよりも本数が少なく、六甲山牧場を境に本数が変わり、六甲ケーブル山上駅 - 六甲山牧場間は1時間に1本から2本、六甲山牧場 - 摩耶ロープウェー山上駅間は1時間に1本となっている。
冬季については、曜日関係なく1日6往復のみとなっていて、1時間に1本である。
また、曜日・季節により運行事業者が異なる。内容は以下の通り。
- 平日 - 神戸六甲鉄道単独運行。
- 土曜日 - 春から秋までは神戸六甲鉄道・阪急バスの共同運行、冬季は神戸六甲鉄道の単独運行。
- 休日 - 春から秋までは阪急バスの単独運行、冬季は神戸六甲鉄道の単独運行。

##### その他
摩耶ロッジ前 - 摩耶ロープウェー山上駅前間は、路線バスと軽車両、許可車以外の車両は通行できない。
2022年11月23日から11月27日までの間、六甲山Q・B・Bチーズ館前 - 摩耶ロープウェー山上駅間で、グリーンスローモビリティーを用いた交通社会実験が行われたことにより、終日にかけて、六甲ケーブル山上駅から六甲山Q・B・Bチーズ館まで結ぶ臨時路線を運行していた。

#### 3系統
『六甲ミーツ・アート』開催時に運行される。六甲ケーブル山上駅と六甲ガーデンテラス間をサンライズドライブウェイ経由で結ぶ。「風の教会」停留所はかつて「旧オリエンタルホテル前」停留所に相当する
- 六甲ケーブル山上駅 - 風の教会 - みよし観音前 - 高山植物園前 - アスレチックパーク前 - 六甲ガーデンテラス
  - 2018年度〜2023年度時点では、ケーブル山上駅10:25〜17:05発、ガーデンテラス10:40〜17:20発の間で40分間隔で、1日あたり10往復が運行される。所要時間は10分。

#### 備考
- 2021年（令和3年）4月1日改正で以下の停留所で名称変更が行われた。（）内は停留所番号。
  - 「オルゴールミュージアム前」（R04）→「ミュージアム前」
  - 「カンツリーハウス」（R06）→「アスレチックパーク前」
- 2007年7月20日改正からは「六甲山ホテル前」（ホテル駐車場内）停留所へ乗り入れていたが、2017年12月末をもって廃止された。
- 2009年8月1日改正から2010年度頃までは、始発の復路便として以下の路線が運行されていた（ロープウェー山頂駅8:25発→六甲ケーブル山上駅8:35着）。
  - ［旧オリエンタルホテル回り］ロープウェー山頂駅 → 六甲ガーデンテラス →カンツリーハウス → 高山植物園前 → みよし観音前 → 旧オリエンタルホテル前 → 天狗橋東 →天狗橋西 → 六甲ケーブル山上駅

### 六甲山上循環バス（1980年6月〜2009年8月）
「六甲山上循環バス」とも称して、六甲ケーブル山上駅からサンセットドライブウェイ（兵庫県道16号明石神戸宝塚線）を経由して六甲有馬ロープウェー山上駅へ、復路はサンライズドライブウェイを経由して六甲ケーブル山上駅へと戻る循環運行を行っていた。
2007年度時点での運行内容は以下の通り。
- 六甲ケーブル山上駅 → 記念碑台 → オルゴール館前 → 高山植物園前 → カンツリーハウス → ロープウェー山上駅 → ガーデンテラス六甲（時間調整） →カンツリーハウス → 高山植物園前 → みよし観音前 → 六甲オリエンタルホテル前 → 天狗橋東 →天狗橋西 → 六甲ケーブル山上駅
- ［朝時間帯のみ］六甲ケーブル山上駅 → 記念碑台 → オルゴール館前 → 高山植物園前 → カンツリーハウス → ロープウェー山上駅 →カンツリーハウス → 高山植物園前 → みよし観音前 → 六甲オリエンタルホテル前 → 天狗橋東 →天狗橋西 → 六甲ケーブル山上駅
- ［夜時間帯のみ］六甲ケーブル山上駅 → 記念碑台 → オルゴール館前 → 高山植物園前 → カンツリーハウス → ロープウェー山上駅 → ガーデンテラス六甲（時間調整） →カンツリーハウス → 高山植物園前 → みよし観音前 → 六甲オリエンタルホテル前 → 天狗橋東 →天狗橋西 → 六甲ケーブル山上駅
- ［冬季のみ］六甲ケーブル山上駅 → 記念碑台 → オルゴール館前 → 高山植物園前 → 人工スキー場前 → カンツリーハウス → ロープウェー山上駅 → ガーデンテラス六甲（時間調整） →カンツリーハウス → 高山植物園前 → みよし観音前 → 六甲オリエンタルホテル前 → 天狗橋東 →天狗橋西 → 六甲ケーブル山上駅
- ［冬季のみ］六甲ケーブル山上駅 → 記念碑台 → オルゴール館前 → 高山植物園前 → 人工スキー場前（着／発）→カンツリーハウス → 高山植物園前 → みよし観音前 → 六甲オリエンタルホテル前 → 天狗橋東 →天狗橋西 → 六甲ケーブル山上駅

### 運賃制度

#### 1・3系統
運賃は対キロ区間制だが、『整理券方式』ではなく、降車時に乗車バス停を乗務員に申告する『申告制』をとる。障害者割引等については公式サイトを参照。

#### 2系統
2024年12月現在の運賃は、230円〜580円の距離制。
共同運行でありながら、支払い方法が神戸六甲鉄道と阪急バスとで異なっているので注意が必要。
- 阪急バス便は整理券方式となっているが、神戸六甲鉄道便については整理券方式ではなく、申告制となっている。
- ICカード乗車券と、神戸市が発行する福祉乗車証や敬老優待乗車証については、阪急バス便のみ利用可能となっており、神戸六甲鉄道便では使用できない。
- かつて発行していたスルッとKANSAI対応カードについても、阪急バス便のみ利用可能で、神戸六甲鉄道便では使用できなかった。
- 障害者割引のうち、精神障害者福祉手帳による割引は神戸六甲鉄道便のみに適用される。

### 車両
1980年6月に阪神電鉄バスから移管された時点では、イエローを基調にグリーン・レッド・ブルーを配した明るいボディに、「いのしし」や「きじ」の親子連れあるいは「六甲の草花」の絵を描き、それぞれ「いのしし号」「きじ号」「フラワー号」と名付けて運行されていた。
1990年代から2010年代にかけては、六甲ケーブルのクラシックタイプの塗装が施された。2018年1月からは六甲ケーブルのレトロタイプをベースカラーに取り入れた車両も運行されている。

## 運行開始の経緯
六甲山上バスは、もともと阪神電鉄バスと神戸市バスにより運行されていた。
1932年（昭和7年）12月25日に六甲越有馬鉄道（現在の神戸六甲鉄道）の手によって六甲山 - 記念碑下（記念碑台） - 植物園前 - 東六甲間、六甲山 - 天狗岩 - 植物園前間を開業した。しかし、戦時下の不要不急線として1941年（昭和16年）9月1日に休止を余儀なくされ、戦後六甲越有馬鉄道は免許を失効してしまった。

そこで、同社の親会社である阪神電気鉄道が代わりに同一路線を1952年（昭和27年）4月26日に開業した。
また、神戸市交通局（神戸市バス）も阪神電鉄バスの進出と同じ1952年（昭和27年）6月29日、三宮駅前から平野経由で六甲ケーブル山上駅までの路線を開設。次いで翌1953年（昭和28年）7月6日には三宮駅前から神戸駅前、裏六甲ドライブウェイ経由で奥摩耶までと、奥摩耶から六甲ケーブル山上駅、奥摩耶から摩耶口までの路線を定期登山バスとして相次いで開設していった。

1956年（昭和31年）8月10日には表六甲ドライブウェイ経由で臨時運転ながら阪急六甲から六甲ケーブル山上駅までの路線を開設。11月10日からは三宮駅前から六甲ケーブル山上駅、阪急六甲から奥摩耶、三宮駅前から奥摩耶など臨時系統を5系統追加した。1957年（昭和32年）7月26日に神戸市バスと阪神電気鉄道が運輸協定を結び、三宮駅前から東六甲の臨時系統を開設。またこれまでの各臨時系統を本格運転に切り替えた。
その後、神戸市バスは六甲ケーブル山上駅から極楽茶屋間を運行していたが、昭和40年代に早々と廃止された。阪神電鉄バスは、六甲ケーブル山上駅から凌雲台間を運行していたが、尼崎市内の車庫から車両を回送して運行していたため効率が悪く、昭和50年代初頭に運輸省近畿陸運局に廃止を申し入れた。そこで免許の譲り受けに名乗りを上げたのが阪急バスである。当時、阪急バスは阪急六甲駅から六甲山ホテルの送迎バスを運行していたが、これに六甲山上の住民を有料で乗せていたことが発覚し、正式に路線免許を申請しようとしていたところだった。しかし、阪急バスが阪急六甲駅から凌雲台まで直通バスを運行すると、阪神電鉄子会社の六甲ケーブルの客を奪うことになり、六甲ケーブルの死活問題となるため、運輸省近畿陸運局は、阪急バスに対し阪神電鉄と直接話し合うように指導した。
結局、六甲ケーブル（六甲摩耶鉄道）が、自前で阪神電鉄バスの路線を引受けてバスを運行することになった。当初は阪神電鉄バスから中古のバスとOB運転士を譲り受け、企業防衛のための赤字覚悟のスタートだった。
なお、神戸市バスは、先述の路線のほか、六甲ケーブル山上駅と阪急六甲駅を結ぶ路線、摩耶ロープウェー摩耶山上駅（現・星の駅）と阪急六甲駅を結ぶ路線、六甲ケーブル山上駅と摩耶ロープウェー摩耶山上駅（現・星の駅）を結ぶ路線（後の六甲摩耶スカイシャトルバス→現在の六甲山上バス2系統）の3路線を有していたが、2004年4月に全て阪急バスに事業を譲渡している。